# Storthyngura magnispinis
Storthyngura magnispinis là một loài chân đều trong họ Munnopsidae. Loài này được Richardson miêu tả khoa học năm 1908.